# Карпов, Виталий Николаевич
Виталий Николаевич Карпов — советский военный деятель, генерал-полковник (14.02.1978).

## Биография
Родился в 14 мая 1920 года в Харькове. 
Член КПСС.
С 1938 года — на военной службе, общественной и политической работе. В 1938—1986 — участник Великой Отечественной войны, помощник начальника штаба артиллерии 129-й стрелковой дивизии, старший помощник начальника оперативного отдела штаба управления БТ и МВ 1-го Белорусского фронта, на штабных должностях в Советской Армии, начальник штаба Приволжского военного округа, начальник штаба Среднеазиатского военного округа, начальник кафедры стратегии  Военной академии Генерального штаба ВС СССР имени К. Е. Ворошилова.
Умер в Москве в 2000 году.

## Сочинения
- Карпов В., Зубков Н. О некоторых тенденциях развития теории и практики наступательных операций групп фронтов. // Военно-исторический журнал. — 1983. — № 10. — С.17-22.